# Kira Kovalenko
Kira Kovalenko (russisk: Кира Тахировна Коваленко) (født 12. december 1989 i Naltjik i Sovjetunionen) er en russisk filminstruktør og manuskriptforfatter.

## Filmografi
- Razzjimaja kulaki (Разжимая кулаки, 2021)[1][2]